# Collaricocoshow
Collaricocoshow est une émission de télévision humoristique française de Stéphane Collaro et Catherine Corbineau diffusée du 16 septembre 1987 au 26 janvier 1988 chaque mercredi à 20 h 30 sur La Cinq.

## Principe de l'émission
Cette émission, adaptée du Benny Hill Show, est la suite de l'émission Cocoricocoboy (1984-1987) diffusée sur TF1 jusqu'en juin 1987 quand toute l'équipe part sur La Cinq à l'invitation de Robert Hersant.
Elle était présentée par Stéphane Collaro avec les Coco-girls (Nathy Tardivel, Fenella Masse Mathews, Fabienne, ....), Philippe Bruneau, Jean Roucas, Alain Scoff, Claire Nadeau, Jacques Brière, Pit et Rik, Baaron, Bernard Hommel, Carole Jacquinot, Rita Brantalou, Henry Blondin.
L'invité de l'émission participait systématiquement à un sketch. On retrouvait les mêmes sketchs que dans Cocoricocoboy comme le docteur Cynoque et madame Foldingue. Toutes les émissions comportaient un sketch parodiant la campagne de la Cinq invitant les téléspectateurs ne recevant pas la chaîne à appeler son standard. 
L'émission n'a jamais trouvé son public, car les téléspectateurs n'ont pas suivi l'équipe de TF1 à la Cinq. De plus, le bassin de réception de la chaîne était peu développé : l'humour de l'émission, adapté à l'access prime-time de TF1 consacré à la détente, ne l'était pas au public des grandes villes qui captait majoritairement la chaîne, et ne permettait donc pas de rivaliser avec les programmes concurrents diffusés à 20 h 30. Conscient de cet échec, Hersant ne poursuit pas l'aventure et Stéphane Collaro et son équipe reviennent sur TF1 en 1988 avec Le Bébête show et Coco Paradise.
Paris Première rediffusa en 2006 du lundi au vendredi à 19 h 50 les meilleures séquences de cette émission et de Cocoricocoboy dans le cadre du  Collaricocoboyrococoshow.

## Marionnettes
N'ayant pu emmener sur la Cinq les marionnettes du Bébête show, propriétés de TF1, Stéphane Collaro s'est adressé au caricaturiste Jean-Jacques Loup pour dessiner une nouvelle série de personnages, et à Michel Soubeyrand pour les réaliser. Les marionnettes étaient appelées Les Vingt corruptibles et présentaient la vie politique en parodiant Les Incorruptibles, très à la mode à l'époque, à la suite du triomphe du film de Brian de Palma. 
Kermitterrand, Black Jack, Marchie, Rocroa, Barzy, Valy, Pas-de-quoi, et  Pencassine sont par conséquent remplacés par Papi Mitt, Jack Cherokee, Joe Marchy, Michael Rocky-Hard, Ray Barbatif, Oncle Valy, Charles Pasquoi, et Killer Le Pen. 
Du fait du peu d'audience de l'émission, ces marionnettes ne connurent pas le même succès que celles du Bébête show.